# Imbert, Puerto Plata
Imbert är en ort i Dominikanska republiken.   Den ligger i provinsen Puerto Plata, i den norra delen av landet, 160 km nordväst om huvudstaden Santo Domingo. Imbert ligger 121 meter över havet och antalet invånare är 8 024.
Terrängen runt Imbert är kuperad åt sydost, men åt nordväst är den platt. Runt Imbert är det ganska tätbefolkat, med 172 invånare per kvadratkilometer. Närmaste större samhälle är Puerto Plata, 15,3 km öster om Imbert. I omgivningarna runt Imbert växer huvudsakligen savannskog.